# Régnier Pot

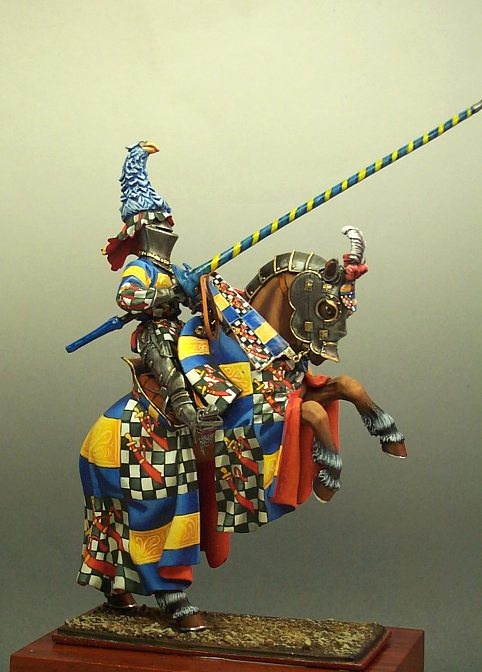
Pupazzetto raffigurante Regnier Pot

Regnier Pot (1362 – 1432) fu un nobile borgognone, detto il Palamede, signore de la Prugne e della Roche de Molay.

## Biografia
Governatore del delfinato dopo il 1422 Consigliere e ciambellano del duca Filippo III di Borgogna detto il buono e appartenente all'ordine dei Cavalieri del toson d'oro di cui deteneva il numero di registro 3 immediatamente dopo il fondatore Filippo III e Guillaume de Vienne. 
Figlio di Guillame Pot e di Bianca de la Tremoille. Si sposa con Caterina d'Anguissola nel 1392 dalla quale avrà due figli, entrambi futuri cavalieri del toson d'oro: Jacques e Filippo.